# Mont Nansen (Canada)
Pour les articles homonymes, voir Mont Nansen.
Le mont Nansen, en anglais Mount Nansen, est une montagne située dans le territoire du Yukon, au Canada. Il s'agit d'un ancien volcan actif au Crétacé avec la subduction de la plaque de Kula sous celle d'Amérique du Nord mais il est actuellement éteint. Fortement érodé, il est composé de rhyolite, dacite, andésite, brèche et tuf et culmine à 1 827 mètres d'altitude.
Il a été nommé en l'honneur de l'explorateur polaire norvégien Fridtjof Nansen.